# Prymnesium-kappa-Virus RF01
Prymnesium-kappa-Virus RF01, wissenschaftlich Biavirus raunefjordenense, ist eine vom International Committee on Taxonomy of Viruses (ICTV) im April 2023 zusammen mit der Gattung Biavirus eingerichtete Spezies (Art) von Riesenviren (englisch giant viruses, auch giruses) um den Stamm Prymnesium-kappa-Virus RF01 (PkV-RF01). B. raunefjordenense ist die einzige Spezies in der Gattung Biavirus, die zusammen mit der Gattung Kratosvirus die neue Familie Schizomimiviridae (früher Aureococcusvirus-Gruppe) in der Ordnung Imitervirales bildet.

## Forschungsgeschichte
Wie von Torill Vik Johannessen et al. 2015 berichtet, wurde der Referenzstamm PkV-RF01 zusammen mit seinem Wirt Prymnesium kappa Stamm UIO033 aus einer Probe isoliert, die von diesem Team am 25. August 2009 im Raunefjord (Raunefjorden) bei Bergen (Norwegen) aus dem Meereswasser entnommen wurde. Zusammen mit PkV-RF01 wurden aus den Proben vom Raunefjord noch weitere Stämme isoliert: „Prymnesium kappa virus RF02“ (PkV-RF02, Tetraselmisvirus-Gruppe, jetzt Allomimiviridae) und „Haptolina ericina virus RF02“ (Hev-RF02, OLPG-Klade, jetzt Mesomimiviridae) – diese beiden sind bislang noch nicht vom ICTV bestätigt (Stand Mitte Mai 2023).
PkV-RF01 und HeV-RF02 sind in der Lage, verschiedene Algenspezies zu infizieren, die sogar zu unterschiedlichen Gattungen gehören können. Insgesamt infizierten PkV-RF01 und HeV-RF02 dieselben Wirte, obwohl phylogenetische Analysen zeigten, dass sie unterschiedlichen Kladen angehören (den heutigen Familien Schizomimiviridae respektive Mesomimiviridae).
Die Untersuchungen zeigten große Unterschiede zwischen Viren, die eng verwandte Mikroalgen infizieren, und stellen die gängige Auffassung in Frage, dass Algenviren ein enges Wirtsspektrum haben und dass dieses ihre Phylogenie (d. h. ihre Verwandtschaftsbeziehungen) widerspiegelt.

## Beschreibung

### Morphologie
Die Größe des Kapsids der Viruspartikel (Virionen) von PkV-RF01 beträgt ca. 310±30 nm (nach anderen Angaben bis zu 400 nm), es war zum Zeitpunkt seiner Entdeckung das größte jemals gemeldete Algenvirus. Die Virionen (Viruspartikel) sind ikosaedrisch ohne „Schwanz“ (englisch tailless, anders als bei der Gattung Tupanvirus oder der Klasse Caudoviricetes).
Wie Blanc-Mathieu et al. 2021 zeigten, befinden sich unter dem Kapsid mehrere gewellte (englisch convoluted) Innenmembranen, die etwa 66 % des Innenraums ausfüllen.
Es war schon zuvor bekannt, dass Algenviren der Supergruppe NCLDV (d. h. des Phylums Nucleocytoviricota) empfindlich auf Chloroform reagieren (indem es ihre Infektiosität senkt). Als Grund vermutete man auch dort, dass lipidhaltige innere oder äußere Membranen am Infektionsprozess beteiligt sind. Interne lipidhaltige Membranen wurden in mehreren ikosaedrischen dsDNA-Viren nachgewiesen, darunter Algenviren der Ordnungen Algavirales (Phycodnaviridae) und Imitervirales (Mimiviridae-Verwandte), sowie in verschiedenen Bakteriophagen (Tectiviridae). Bei all diesen Viren spielen die inneren Membranen vermutlich eine Rolle bei der Freisetzung des viralen Nukleoproteinkerns oder Genoms durch Verschmelzung mit der Plasmamembran des Wirts. Die inneren Membranen der derzeit beschriebenen NCLDVs nehmen mehr oder weniger die ikosaedrische Morphologie an, die durch die äußere Schicht der Kapsomere definiert ist.
Bei PkV-RF01 führte die Behandlung mit Chloroform sogar zu einer drastischen Verringerung der Infektiosität.
Die Kryo-EM zeigte keine äußeren Membranen. Stattdessen gibt es bei PkV-RF01 mehrere gefaltete innere Membranen, die jedoch nicht der Struktur des Kapsids folgen. Eine derartige Abweichung wurde zuvor noch bei keinem dsDNA-Virus festgestellt.
Ein weiteres auffälliges Merkmal des PkV-RF01-Virions ist ein interner stäbchenförmiger Kern (mit ca. 55 nm Durchmesser), der mit dichtem Material gefüllt ist und sich im Zentrum des Viruspartikels befindet.
Ähnliche Merkmale wurden in TEM-Bildern von mit 300 bis 700 nm Durchmesser großen virusähnlichen Partikeln (englisch virus-like particles, VLPs) beobachtet, die in Abfallvakuolen von Radiolarien des Taxons (Unterklasse) Phaeodarea verschiedener Ozeanen, sowie in Zoosporen der Grünalge Chlorococcum minutum (Chlamydomonadales) vorkommen. In isolierten Viren waren sie aber zuvor (d. h. bis 2021) noch nicht beobachtet worden – siehe Fig. 1 in Blanc-Mathieu et al. (2021).

### Genom und Proteom
Das Genom von PkV-RF01 ist ein lineares DNA-Molekül mit einer Länge von 1.421.182 bp (Basenpaaren). Das ist mehr als doppelt so groß wie beim Tetraselmis-Virus 1 (TetV-1, Oceanusvirus kaneohense, Allomimiviridae) und bedeutet, dass PkV-RF01 das größte bis 2021 gemeldete Genom eines Virus hat, das einen photosynthetischen Organismus infiziert.
PkV-RF01 hat ca. 5 kbp (kilo-Basenpaare) an terminalen Inverted Repeats, was zur linearen Struktur des Genoms passt.
Sein G+C-Gehalt beträgt 22,8 %, im Vergleich zu verwandten Viren (dort 23 bis 48 %).
Das Genom von PkV-RF01 sollte nach den Analysen 1.161 Gene enthalten, darunter 1.121 Protein-kodierende DNA-Sequenzen (CDS) und 40 tRNA-Gene, die 13 Aminosäuren entsprechen.
Es wurden im Genom keine Hinweise auf die Infektion mit Virophagen gefunden.
Die Genomanalyse zeigte Gene mit signifikanter Ähnlichkeit zu den Hauptkapsidproteinen (englisch main capsid proteins, MCPs) anderer Riesenviren (NCLDVs), sowie 5 DNA-Fragmente zur DNA-Polymerase B (polB) anderer Riesenviren.
Das Virus kodiert alle vier Succinat-Dehydrogenasen (SDH) Untereinheiten (A – D), sowie Enzyme des β-Oxidations-Stoffwechselwegs (β-oxidation pathway).
Dies deutet darauf hin, dass das Virus nach Infektion die Kontrolle über den Energiestoffwechsel der Wirtszelle übernimmt.
Ähnlich wie andere Mitglieder der Mimiviridae kodiert PkV-RF01 für mehrere Gene, die an der DNA-Reparatur, Transkription und Translation beteiligt sind.
PkV-RF01 ist das einzige Algen-infizierende Mitglied der Imitervirales, das für zwei Aminoacyl-tRNA-Synthetasen und Enzyme kodiert, die einem vollständigen DNA-Reparaturmechanismus BER (base excision repair, Basenexzisionsreparatur) entsprechen, wie er bisher nur bei den Mitgliedern der Familie Mimiviridae gefunden wurde, die Heterotrophe (wie Amöben) infizieren (Stand 2021).
Diese von Imitervirales kodierten Enzyme gelten als monophyletisch und verzweigen sich bereits an der Wurzel des Stammbaums der Eukaryoten. Diese Platzierung deutet darauf hin, dass bereits der letzte gemeinsame Vorfahre der Imitervirales vor der Ausbreitung der bekannten Eukaryoten mit einem großen, komplexen Genom ausgestattet war, und nicht erst von diesen per horizontalem Gentransfer (HGT) „Host zu Virus“ (HtoV oder H2V) erworben hat.
Obwohl phylogenetisch anderen Algenviren der Imitervirales näherstehend, ähnelt PkV-RF01 mit diesem großen Genom mehr den Amöben und anderen Heterotrophe infizierenden Mimiviridae.

### Wirtsspektrum
PkV-RF01 wurde erstmals zusammen mit dem Wirt Prymnesium kappa Stamm UIO033 isoliert. Zum Wirtsspektrum gehören aber gleichermaßen wie bei HeV-RF02 alle Stämme von Haptolina ericina (UIO025, UIO026, UIO027, UIO028), aber unter drei getesteten nur (den) einen von P. kappa (nicht UIO032, UIO034). Zur Lyse kommt es aber nur bei etwa 90 % der infizierten Wirtszellen, die anderen waren offenbar resistent, ihnen machte auch eine nochmalige Infektion nichts aus.

### Replikationszyklus und Infektiosität
Nach 24 bis 32 Stunden werden beim Wirt Prymnesium kappa UIO033 ca. 80 Viruspartikel pro Wirtszelle per Lyse freigesetzt, beim Wirt Haptolina ericina UIO028 nur 6.
Das sind auch nach längerer Wartezeit als bei HeV-RF02 und PkV-RF02 weniger Nachkommen als bei diesen.
PkV-RF01 zeigte sich als weniger virulent verglichen mit anderen kultivierten Prymnesium-Viren. Dies wird der Stoffwechselkapazität dieses Virus zin Zusammenhang gebracht und könnte auch auf eine relativ lange Koevolution des Virus mit seinen Wirten hindeuten.
Nur 2 % der gesamten PkV-RF01-Viruspartikel, die während der Infektion von Haptolina ericina UIO028 produziert wurden, waren infektiös (d. h. in der Lage, Nachkommen zu produzieren); viel weniger als bei HeV-RF02 und PkV-RF02 (dort 13 % respektive 44 %).
Es wird angenommen, dass ein breites Wirtsspektrum die Wahrscheinlichkeit einer Übertragung in einer Umgebung mit geringer Wirtshäufigkeit erhöht (sog. „K-Strategen“). Eine solche Strategie kann einhergehen mit einer Verringerung der Übertragungschancen durch längere Replikationszeiten, höhere Zerfallsraten und eine geringere Infektiosität – wie bei den beiden Multispezies-infizierenden Haptophytenviren PkV-RF01 und HeV-RF02. Diese atypische Infektionsstrategie von PkV-RF01 führt aber zu einer Hartnäckigkeit, die sich von der großen Mehrheit der bisher charakterisierten Algenviren unterscheidet; ganz im Gegensatz dazu stehen die Haptophytenviren mit eingeschränktem Wirtsspektrum („Spezialisten“).

## Phylogenie und Systematik
Unter den Algenviren, darunter insbesondere die drei von Johannessen et al. 2015 vorgestellten Vertreter aus dem Raunefjord (darunter PkV-RF01), weisen manche einige Ähnlichkeiten auf mit Viren aus der Familie der Mimiviridae, die Heterotrophe (wie Amöben) infizieren. Die Algenviren unterstreichen aber insgesamt, aber auch unter den Mimiviridae-ähnlichen selbst, die Vielfalt der Algen-infizierenden Viren.
Die Morphologie und Gensequenz von PkV-01B zeigt Ähnlichkeiten einerseits mit den Mimiviridae, andererseits mit einer ganzen Reihe anderer Algenviren. Dies legte nahe, diese Viren in einer erweiterten Mimiviridae-Gruppe anzusiedeln – der heutigen Ordnung Imitervirales.
Die Analysen zeigten aber auch, dass die sich hier wiederfindenden Algenviren sich zudem in mehrere Linien aufzuteilen – die heutigen Familien Allo-, Meso- und Schizomimiviridae.
Systematik nach International Committee on Taxonomy of Viruses (ICTV) und Aylward et al. (2021):
Phylum: Nucleocytoviricota (NCLDV), Klasse: Megaviricetes, Ordnung: Imitervirales
- Familie: Mimiviridae (insbes. Amöbenviren)
- Familie: Allomimiviridae (Tetraselmisvirus-Gruppe)
- Familie: Mesomimiviridae (OLPG, Organic-Lake-Viren-Gruppe)
- Familie: Schizomimiviridae (Aureococcusvirus-Gruppe)[5]
  - Gattung: Kratosvirus (mit Aureococcus-anophagefferens-Virus)
  - Gattung: Biavirus
    - Spezies: Biavirus raunefjordenense 
      - Stamm: Prymnesium-kappa-Virus RF01 (PkV-RF01)[4]

## Etymologie
Der Gattungsname Biavirus leitet sich ab von Bia, in der griechischen Mythologie die Tochter des Titanen Pallas und der Styx, Schwester des Kratos. Das Artepitheton raunefjordenense ist eine latinisierte Form mit der Bedeutung „zum Raunefjord gehörend“ oder „vom Raunefjord stammend“; auch das Akronym RF steht für Raunefjord.

## Bedeutung
Algenviren sind besonders wichtig, denn sie können helfen, Algenblüte zu kontrollieren und zu beenden. Die virusverursachte Lyse (Biologie) kann 25–100 % der Algensterblichkeit ausmachen.